# Camp de Wedel
 (octobre 2024).
Si vous disposez d'ouvrages ou d'articles de référence ou si vous connaissez des sites web de qualité traitant du thème abordé ici, merci de compléter l'article en donnant les références utiles à sa vérifiabilité et en les liant à la section « Notes et références ».
 (octobre 2024).
Le camp de Wedel est un camp de travail forcé dépendant du camp de concentration de Neuengamme, qui a accueilli successivement un Kommando de femmes et un kommando d'hommes, mis à la disposition des autorités civiles et militaires de Hambourg pour des travaux de déblaiement et de fortification.

## Camp des femmes

### Création
Le 13 septembre 1944, la SS transfère cinq cents femmes du kommando extérieur Hambourg-Dessauer Ufer à Wedel, au nord-ouest de Hambourg. Les détenues, Juives hongroises et tchèques, sont logées dans les baraques d’un ancien camp de prisonniers de guerre, situé entre la Rissenerstraße et la Feldstraße.

### Travail forcé
Les détenues effectuent des travaux de déblaiement sur le territoire de la ville Hambourg. Chaque jour, elles sont transportées, à pied ou en camion, jusqu’au bord de l’Elbe, puis par bateau jusqu’au Teufelsbrück, un ponton sur l’Elbe en aval de Hambourg.
Elles doivent également charger et décharger des wagons de briques et sont ponctuellement assignées à la moisson pour des agriculteurs de Wedel.

### Évacuation
Le 27 septembre 1944, après seulement deux semaines de fonctionnement, le camp de Wedel est évacué et les femmes sont transférées au camp de Hambourg-Eidelstedt.

## Camp des hommes

### Création
Peu après l’évacuation du camp de femmes, le camp de Wedel est réutilisé comme camp d’hommes. Le 17 octobre 1944, environ cinq cents déportés, originaires pour la plupart de Pologne, d’Union soviétique et des Pays-Bas, y sont transportés.

### Travail forcé
Les détenus doivent creuser des fossés antichars pour la fortification du périmètre de la ville de Hambourg, et des tranchées à Hambourg-Sülldorf pour le compte du commissariat à la défense du Reich.

### Évacuation
Le 20 novembre, la SS évacue les détenus et les transfère au camp de Meppen-Versen, un autre kommando extérieur de Neuengamme.
Entre le 17 octobre et le 20 novembre, 27 détenus au moins y ont trouvé la mort, dont dix hommes originaires de la commune néerlandaise de Putten qui, en octobre 1944, avait été le théâtre de représailles de la Wehrmacht au cours desquelles tous les hommes de la commune avaient été déportés à Neuengamme.